# Mercedes-Brücke

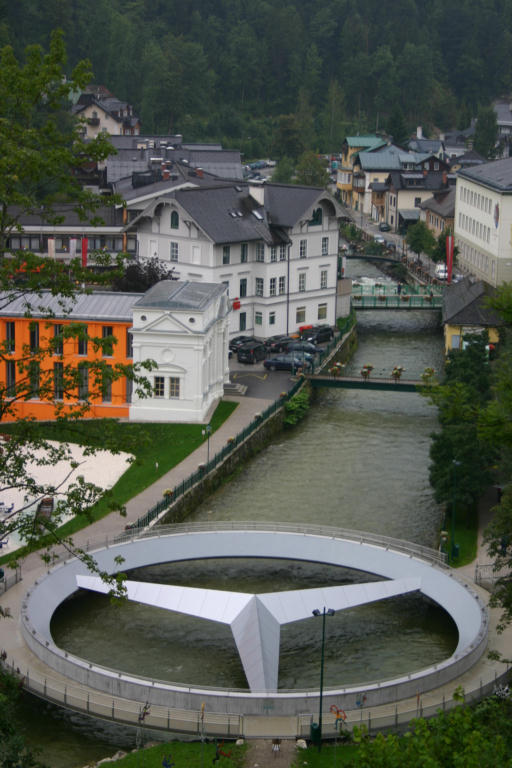
Mercedes-Brücke

Die Mercedes-Brücke ist eine Fußgängerbrücke in Bad Aussee in Österreich. Sie besitzt die Form eines Mercedes-Sterns. Die Brücke wurde im Frühjahr 2005 über dem Zusammenfluss der Grundlseertraun und Altausseertraun errichtet. Sie wurde in Zusammenarbeit mit der DaimlerChrysler AG und Mercedes-Benz verwirklicht. Mit einem Durchmesser von 27 Metern ist sie einer der weltweit größten Mercedes-Sterne.